# Rudsjön (Vånga socken, Östergötland)
Rudsjön är en sjö i Norrköpings kommun i Östergötland och ingår i Motala ströms huvudavrinningsområde.